# Эвергрин (тауншип, Миннесота)
Эвергрин (англ. Evergreen) — тауншип в округе Бекер, Миннесота, США. На 2000 год его население составило 290 человек.

## География
По данным Бюро переписи населения США площадь тауншипа составляет 94,2 км², из которых 93,8 км² занимает суша, а 0,4 км² — вода (0,38 %).

## Демография
По данным переписи населения 2000 года здесь находились 290 человек, 102 домохозяйства и 83 семьи.  Плотность населения —  3,1 чел./км².  На территории тауншипа расположено 119 построек со средней плотностью 1,3 построек на один квадратный километр. Расовый состав населения: 97,24 % белых, 1,03 % коренных американцев, 0,69 % азиатов и 1,03 % приходится на две или более других рас. Испанцы или латиноамериканцы любой расы составляли 1,03 % от популяции тауншипа.
Из 102 домохозяйств в 37,3 % воспитывались дети до 18 лет, в 75,5 % проживали супружеские пары, в 2,0 % проживали незамужние женщины и в 18,6 % домохозяйств проживали несемейные люди. 16,7 % домохозяйств состояли из одного человека, при том 6,9 % из — одиноких пожилых людей старше 65 лет. Средний размер домохозяйства — 2,84, а семьи — 3,23 человека.
30,3 % населения — младше 18 лет, 6,6 % — в возрасте от 18 до 24 лет, 26,6 % — от 25 до 44, 24,5 % — от 45 до 64, и 12,1 % — старше 65 лет. Средний возраст — 36 лет. На каждые 100 женщин приходилось 107,1 мужчин.  На каждые 100 женщин старше 18 приходилось 104,0 мужчин.
Средний годовой доход домохозяйства составлял 32 692 доллара, а средний годовой доход семьи —  33 958 долларов. Средний доход мужчин —  21 875  долларов, в то время как у женщин — 16 786. Доход на душу населения составил 14 993 доллара. За чертой бедности находились 11,8 % семей и 9,7 % всего населения тауншипа, из которых 6,8 % младше 18 и 17,1 % старше 65 лет.